# Geminiano Montanari
Geminiano Montanari, italijanski astronom, * 1. junij 1633, Modena, Italija, † 13. oktober 1687, Padova, Italija.

## Življenje in delo
Okoli leta 1667 je Montanari prvi ugotovil spremenljivost sija zvezde Algol (β Perzeja). Verjetno so to zaznali že pred njim. Ime zvezde v arabščini, hebrejščini in drugih jezikih »zli duh« ali »demon« kaže, da so nenavadno obnašanje zvezde že od nekdaj poznali. V zahodnem svetu so zgodnji opazovalci nasledili krščansko vztrajanje o nespremenljivosti Vesolja. Kasneje, leta 1782 je John Goodricke pravilno pojasnil mehanizem spreminjanja navideznega sija Algola.
Montanari je študiral pravo v Firencah in diplomiral na Univerzi v Salzburgu. Leta 1662 ali 1663 je odšel v Bologno, kjer je s pomočjo okularnega mikrometra lastne izdelave zarisal točno karto Lune.
Opazoval je kapilarnost in proučeval še druge probleme iz statike. Predlagal je, da je viskoznost tekočine odvisna od oblike molekul.
Leta 1669 je na observatoriju v Panzanu pri Modeni nasledil Giovannija Domenica Cassinija, ki je na Colbertovo prošnjo odšel v Pariz. Tu je moral Montanari izdelati astrološki almanah. To je res storil leta 1665, vendar je vnesel namerno napako, saj je napisal almanah popolnoma naključno, in s tem pokazal, da so lahko naključne napovedi enake astrološkim. V obdobju kmalu za Galilejem so znanstveniki, kot je bil Montanari, nastopili proti mističnim pogledom, kot jih je zagovarjal na primer Rossetti.
21. marca 1676 je Montanari poročal Halleyju o kometu.
Montanari se je leta 1679 preselil v Padovo, kjer je dobil službo profesorja. Vsi zapisi o njem iz tega obdobja so zgubljeni. Ohranilo se je pismo iz leta 1682 o opazovanju Halleyjevega kometa. Pisal je tudi o ekonomiji, kjer je videl, da je zahteva po določenem blagu stalna. Leta 1683 je pisal tudi o kovanju in vrednosti denarja.

## Priznanja

### Poimenovanja
Po njem se imenuje udarni krater Montanari na Luni s koordinatama 45,8 južno; 20,6 zahodno.

## Dela
- De motionibus naturalibus a gravitate pendentibus (1667),
- Pensieri fisico-matematici (1667),
- Prostasi fisicomatematica (1669),
- La Livella Diottrica (1674),
- Trattato mercantile delle monete (1680).

1. 1 2  data.bnf.fr: platforma za odprte podatke — 2011.
2. 1 2  SNAC — 2010.